# Pheidole albidula
Pheidole albidula är en myrart som beskrevs av Santschi 1928. Pheidole albidula ingår i släktet Pheidole och familjen myror. Inga underarter finns listade i Catalogue of Life.